# Mehltheuerberg
Der Mehltheuerberg, obersorbisch Lubjenc, auch Ferdinandshöhe genannt, ist der nördlichste Gipfel des Lausitzer Berglandes in Sachsen. Er gehört zur nördlichen Bergkette und hat eine Höhe von 384,2 m ü. NHN.

## Geographie
Nachbarberge sind im Osten der Blösaer Berg, im Südosten der Hromadnik, im Süden die Schmoritz und im Südwesten der Drohmberg. Am südwestlichen Fuß des Mehltheuerberges liegt der namensgebende Ort Mehltheuer. Weitere Ortschaften in der Umgebung sind Daranitz, Rieschen, Blösa, Weißig, Pielitz, Binnewitz, Grubditz und Jeßnitz. Vom Rand des Mehltheuerberges bietet sich eine Aussicht in das Oberlausitzer Gefilde.

## Geschichte
Große Teile der ursprünglich dichten Wälder wurden zur Gewinnung von Ackerland gerodet. Südlich des Berges verlief über den in 353 m ü. NN befindlichen Mehltheuerpass der alte Cunewalder Marktsteig von Cunewalde nach Bautzen. Im Gegensatz zu den meisten Bergen im Lausitzer Bergland unterlag der Mehltheuerberg früher keiner forstwirtschaftlichen Nutzung und blieb Bauernwald. Dies führte einerseits zur Erhaltung des Laubwaldes, andererseits aber auch zu starken Rodungen, die sich am Nordhang bis in 300 m Höhe und am Südhang bis in 370 m Höhe ausdehnen. Die Bezeichnung Ferdinandshöhe leitet sich von einem früheren Besitzer des Freigutes Pielitz her. Auf dem Gipfel befindet sich ein von Efeu überwachsener Gedenkstein.

## Flora

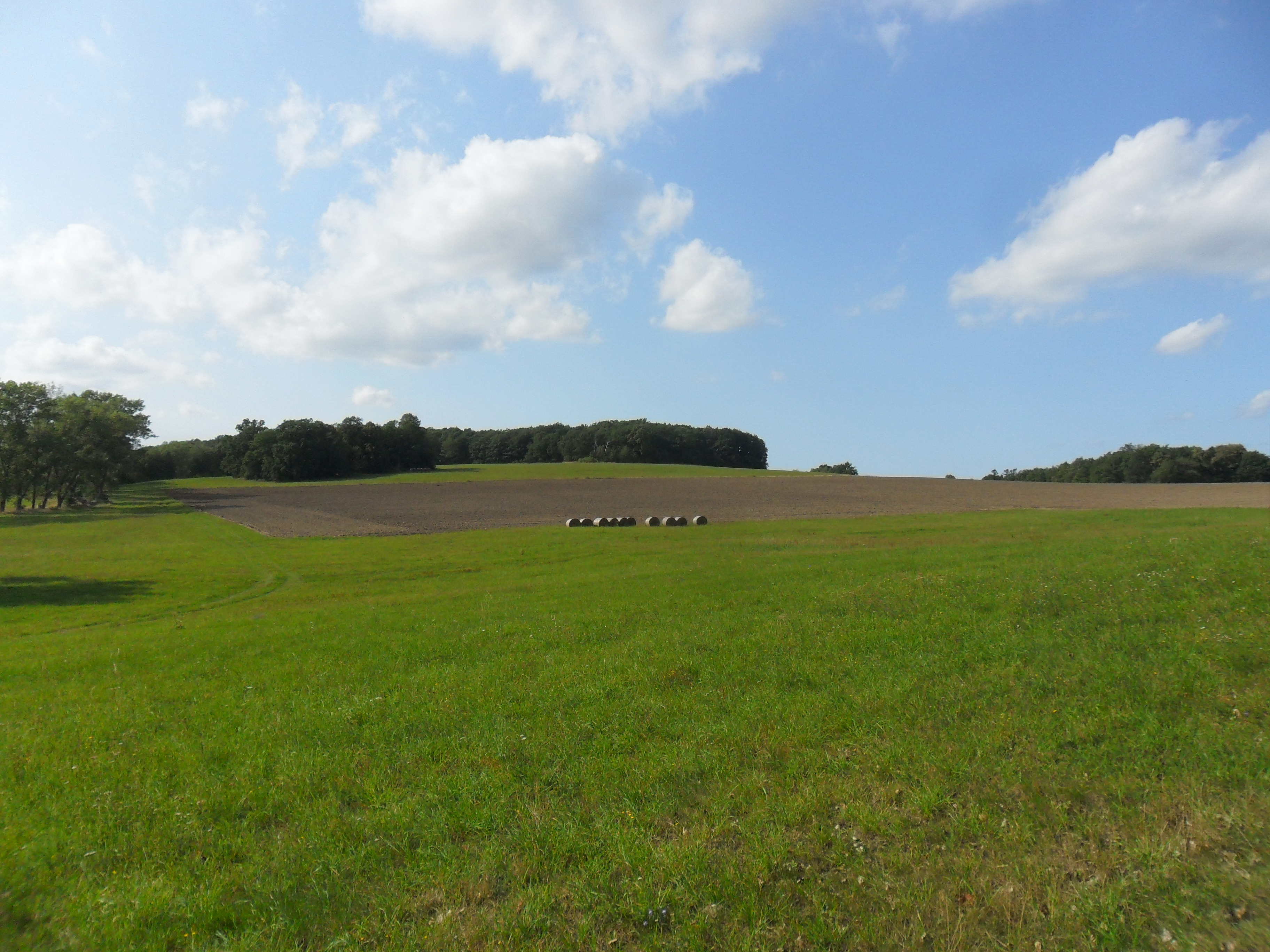
Osthang, Acker- und Wiesenbewirtschaftung
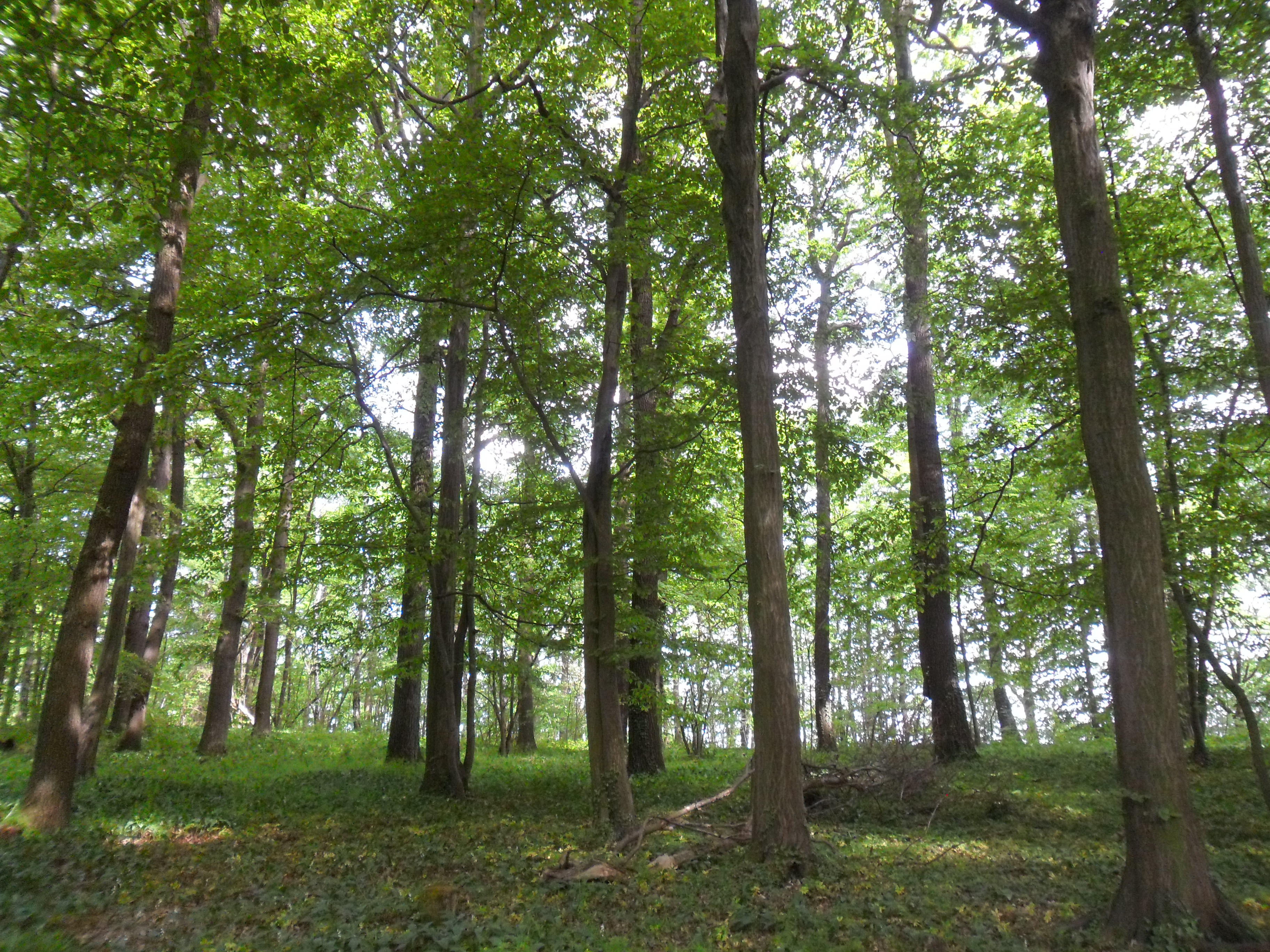
Hainbuchen und Traubeneichen, Gipfelbereich
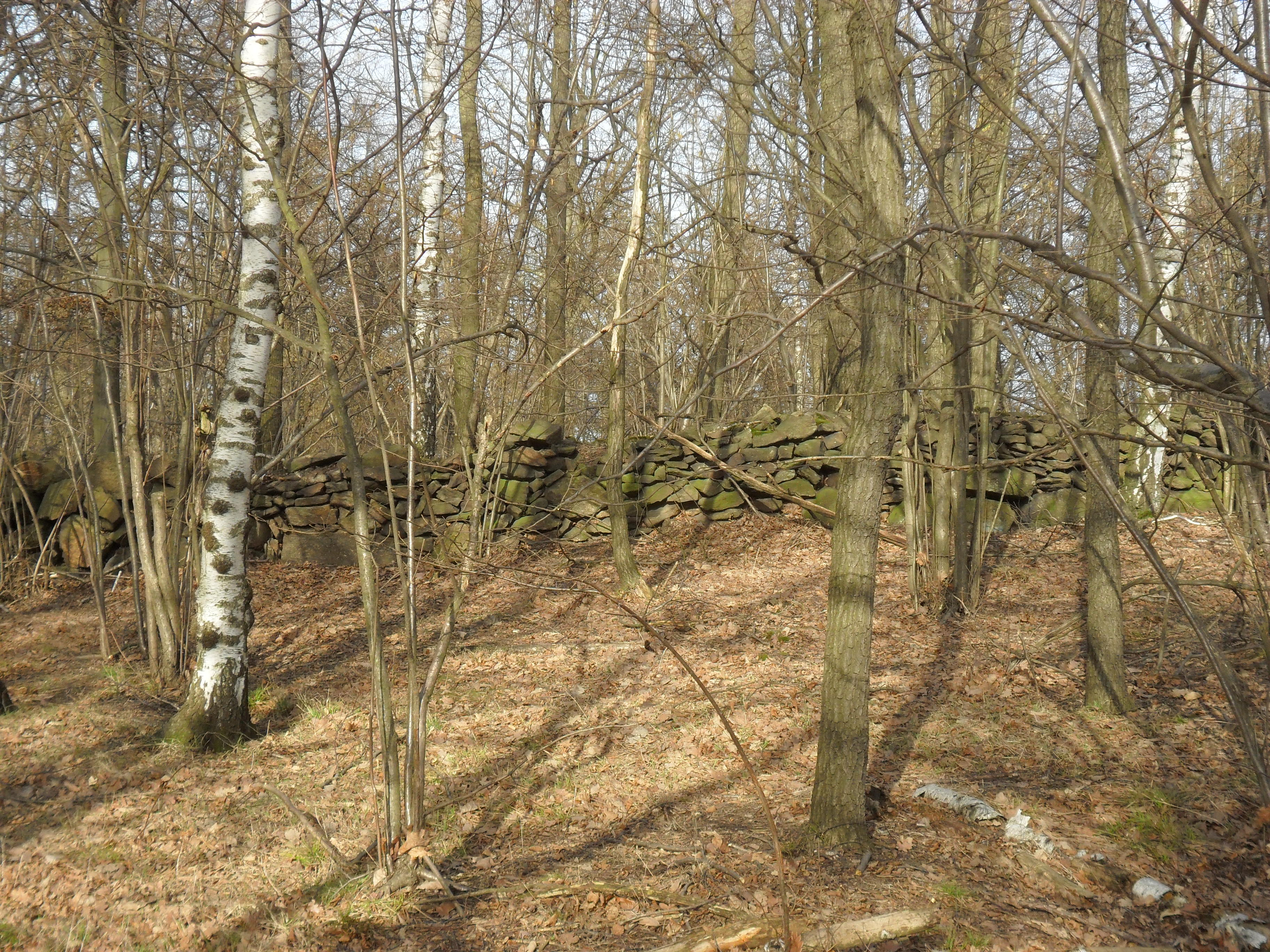
Steinwall am Nordhang, 300 Meter lang
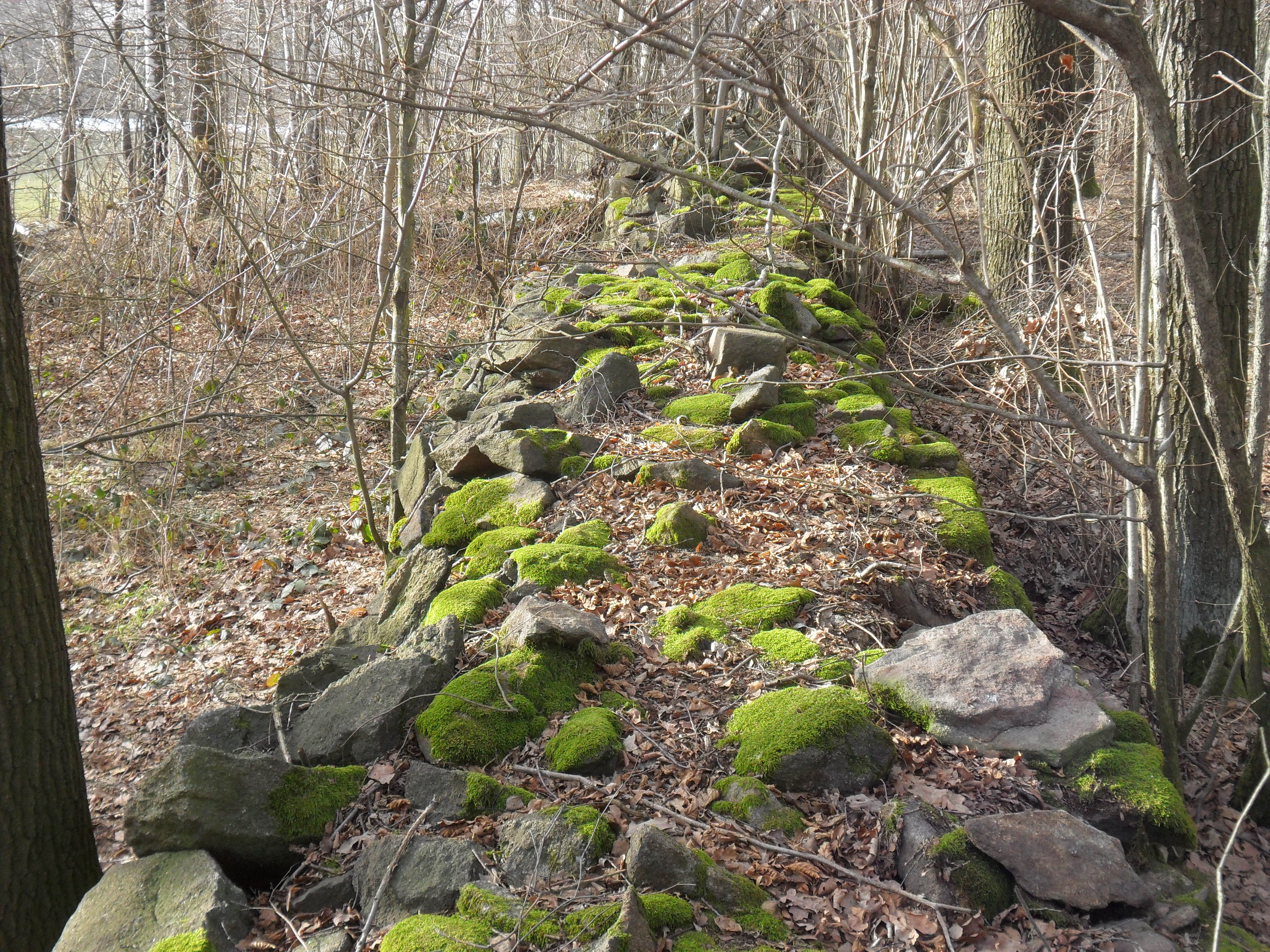
Steinwall, 17. Jahrhundert, Trennung Feld und Wald
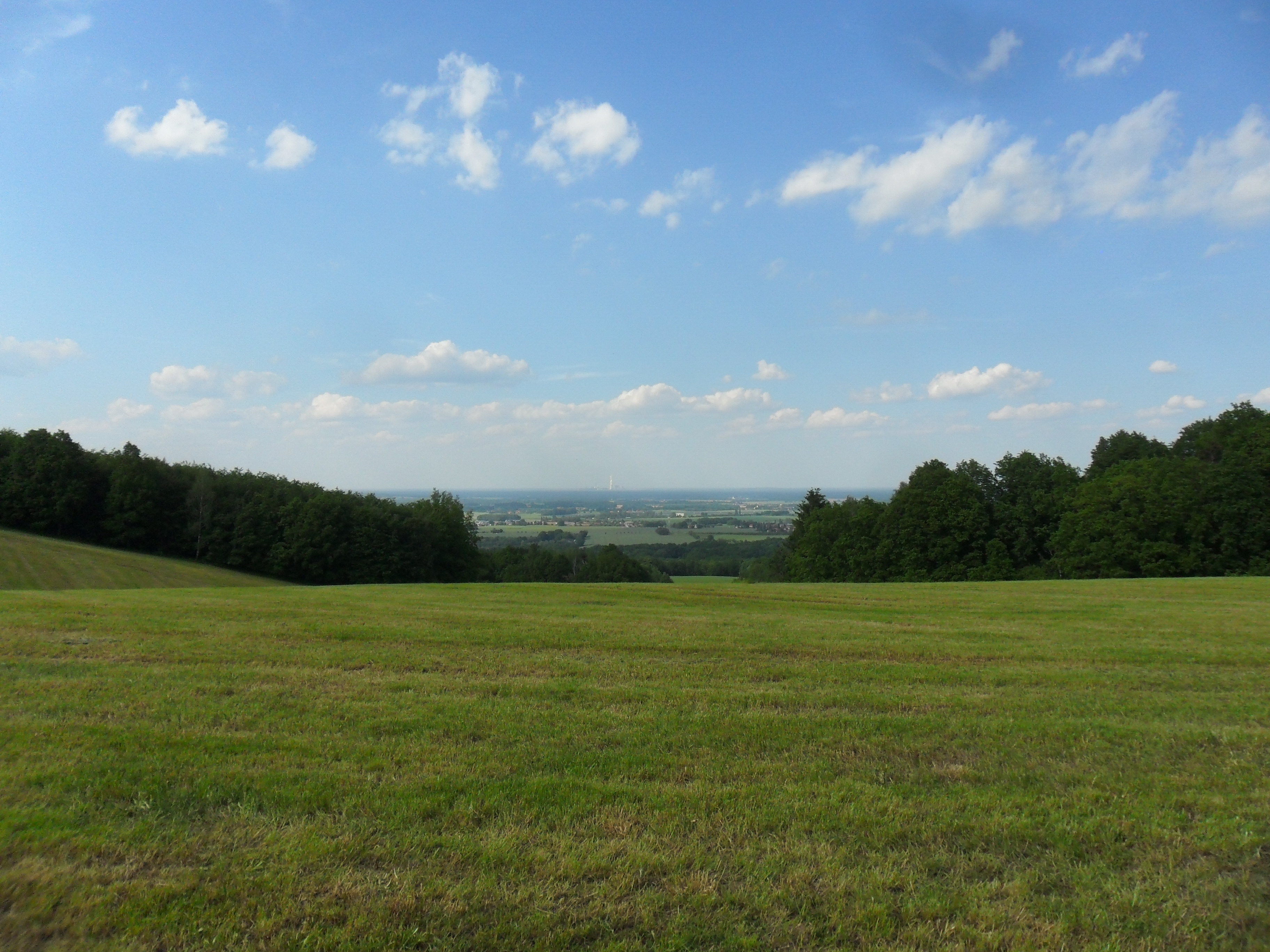
Fernblick nach Norden, Sattel zum Blösaer Berg
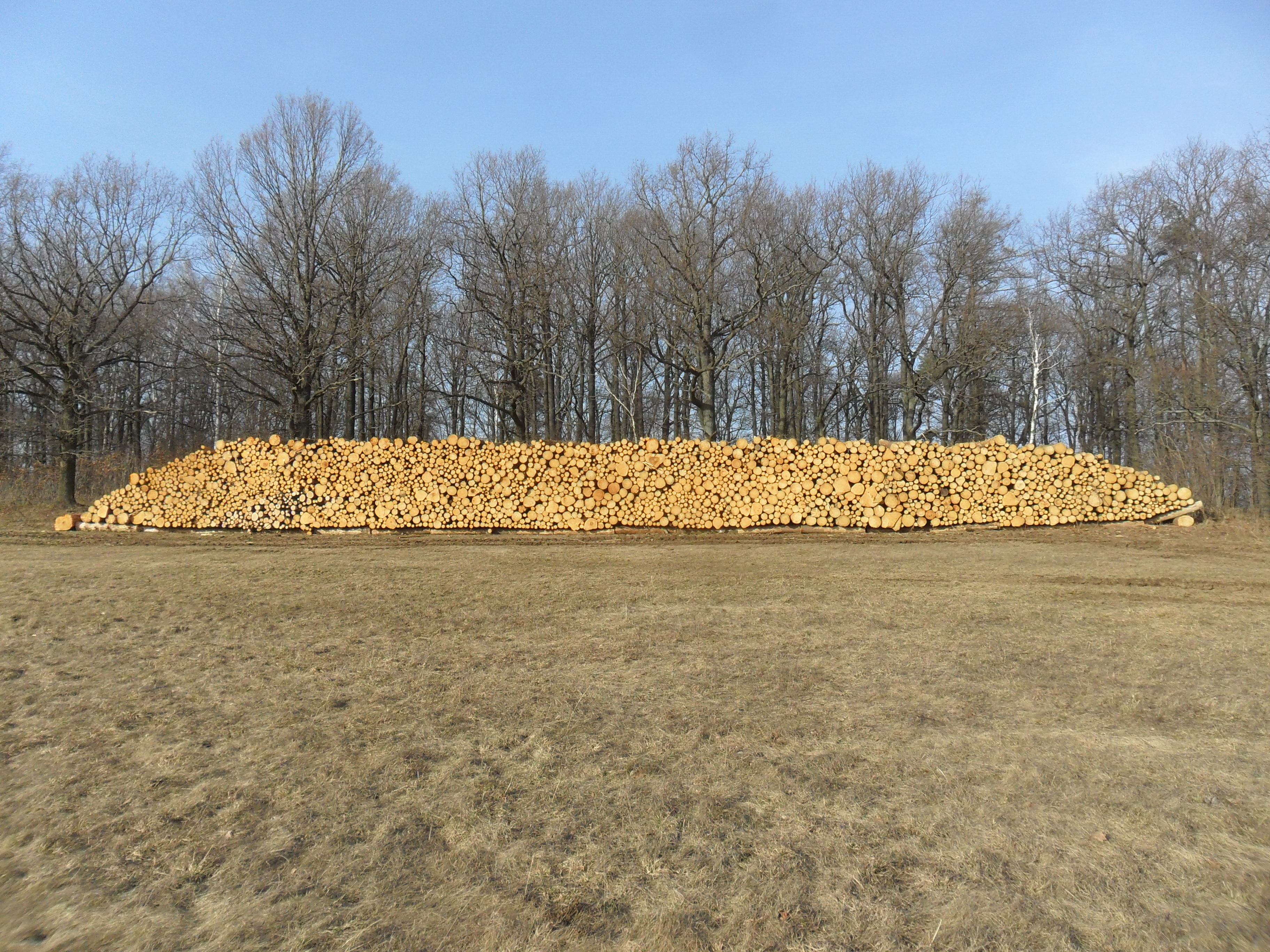
Holzlager am Südhang
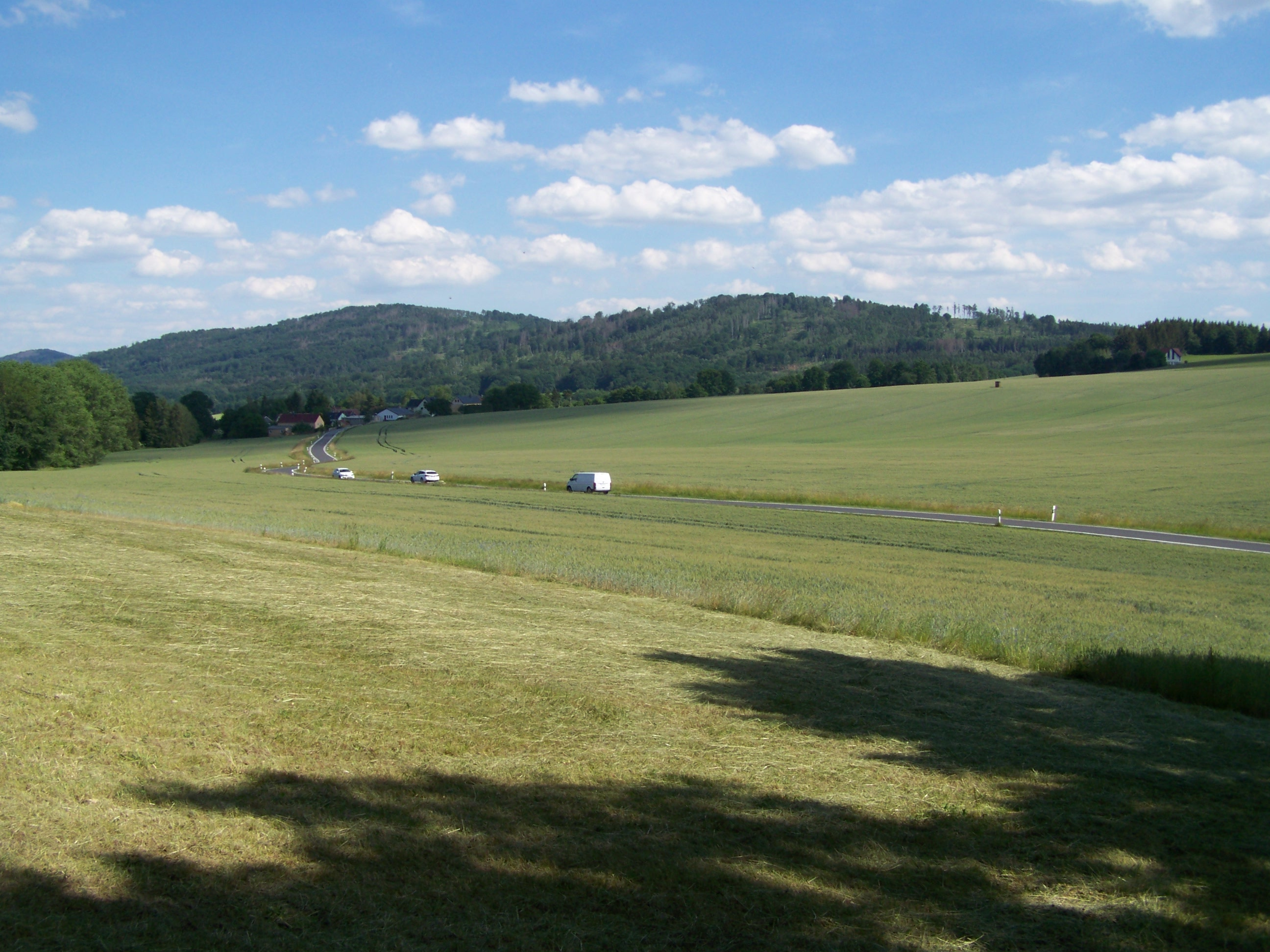
Blick über Pielitz zum Döhlener Berg
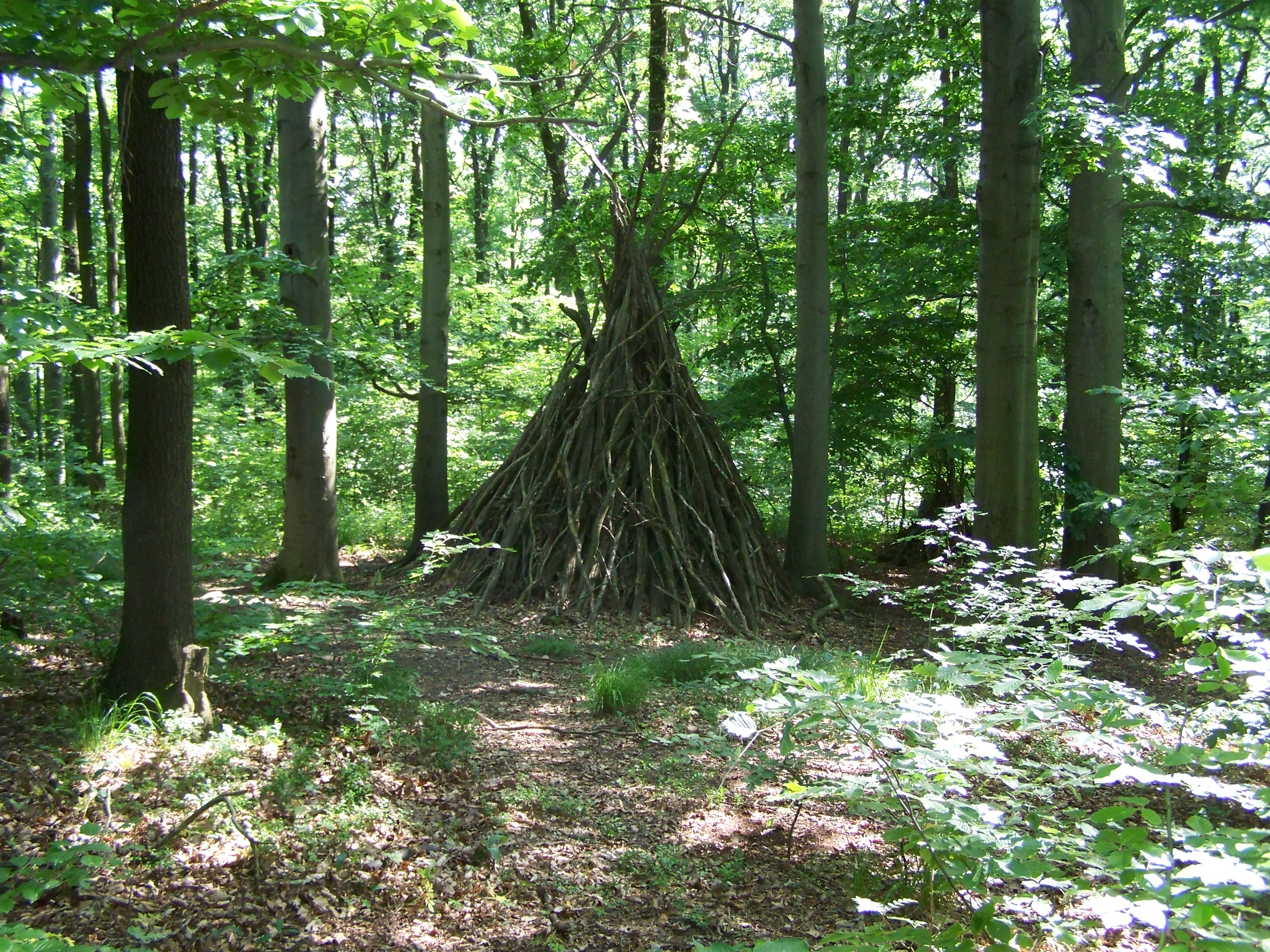
Berggipfel mit starkem Bestand aus Laubwald, dies von Buchen dominiert

Der Gipfel und der obere Nordhang sind mit Stieleichen-Birkenwald und starkem Haselbewuchs bestanden. Im Unterholz dominieren Bergholunder, Heidelbeere, Wiesenwachtelweizen und Adlerfarn. Im südlichen Bereich wachsen unter Hainbuchen und Traubeneichen seltene wärmeliebende Pflanzenarten.